# 黄家骙
黄家骙，中华人民共和国政治人物、外交官。
1999年，接替齐治家，担任中华人民共和国驻蒙古大使。2003年，由高树茂接任。